# Ezequiel Martín i Rovira
Ezequiel Martín i Rovira (Barcelona, 13 d'octubre de 1887 - Barcelona, 15 de novembre de 1963) fou un pianista, compositor, musicòleg i crític musical català.

## Biografia
Ezequiel Martín va néixer al carrer Parlament de Barcelona, fill del mestre Ezequiel Martín Carbonero, natural de Nava del Rey, i de la seva segona esposa, Joaquima Rovira i Real, natural de Barcelona.
Fou deixeble del músics Eusebi Bosch, Joan Salvat, Joan Lamote de Grignon, Vicenç Maria de Gibert i Carles Gumersind Vidiella.
Va desenvolupar una important activitat com a divulgador de música, en diferents sales arreu Barcelona.
Fou conegut per les seves harmonitzacions de cançons nadalenques i populars, que van aconseguir gran difusió i popularitat.
Va ser membre de la junta directiva de l'Ateneu Enciclopèdic Popular.